# Pachydactylus oculatus
Pachydactylus oculatus är en ödleart som beskrevs av  Hewitt 1927. Pachydactylus oculatus ingår i släktet Pachydactylus och familjen geckoödlor. Inga underarter finns listade i Catalogue of Life.